# Vegas Golden Knights

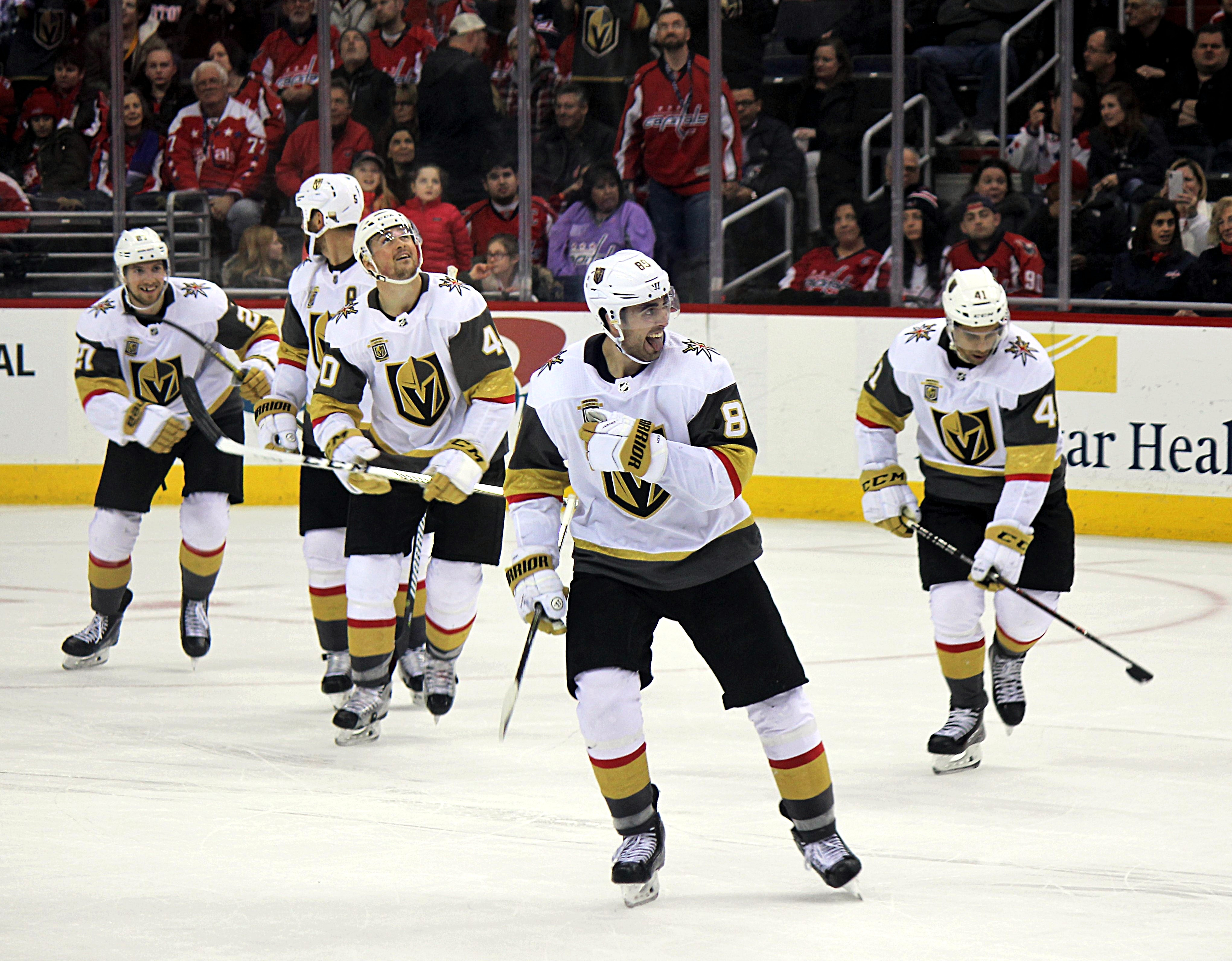
Hokeiści drużyny w sezonie 2017–18

Vegas Golden Knights – amerykański klub hokejowy z siedzibą w Paradise (Nevada), występujący w lidze National Hockey League (NHL).

## Historia
Przyszły klub został zaakceptowany do występów w lidze w sezonie 2017–18. W listopadzie 2016 ogłoszono nazwę klubu: Vegas Golden Knights. Menedżerem generalnym został George McPhee, a pierwszym trenerem Gerard Gallant.
Zespół posiada afiliacje w postaci klubów farmerskich w niższych ligach. Tę funkcję pełnią: Henderson Silver Knights w American Hockey League (AHL) i Tahoe Knight Monsters w East Coast Hockey League (ECHL).

## Osiągnięcia
- Puchar Stanleya (1): 2023
- Mistrzostwo konferencji (2): 2018, 2023
- Mistrzostwo dywizji (4): 2018, 2020, 2023, 2025

## Sezon po sezonie
| Ostatnie sezony | Ostatnie sezony | Ostatnie sezony | Ostatnie sezony | Ostatnie sezony | Ostatnie sezony | Ostatnie sezony | Ostatnie sezony | Ostatnie sezony | Ostatnie sezony | Ostatnie sezony | Ostatnie sezony | Ostatnie sezony | Ostatnie sezony                              |
| Sezon           | Konferencja     | Miejsce         | Dywizja         | Miejsce         | Mecze           | Z               | P               | R               | PK              | Pkt             | ZB              | SB              | Wyniki play-off                              |
| --------------- | --------------- | --------------- | --------------- | --------------- | --------------- | --------------- | --------------- | --------------- | --------------- | --------------- | --------------- | --------------- | -------------------------------------------- |
| 2024–25         | Zachodnia       | 2               | Pacyficzna      | 1               | 82              | 50              | 22              | –               | 10              | 110             | 275             | 219             | Porażka w 2. rundzie z Edmonton Oilers 1–4   |
|                 |                 |                 |                 |                 |                 |                 |                 |                 |                 |                 |                 |                 |                                              |
| 2023–24         | Zachodnia       | 8               | Pacyficzna      | 4               | 82              | 45              | 29              | –               | 8               | 98              | 267             | 245             | Porażka w 1. rundzie z Dallas Stars 3–4      |
|                 |                 |                 |                 |                 |                 |                 |                 |                 |                 |                 |                 |                 |                                              |
| 2022–23         | Zachodnia       | 1               | Pacyficzna      | 1               | 82              | 51              | 22              | –               | 9               | 111             | 272             | 229             | Zwycięstwo w finale z Florida Panthers 4–1   |
|                 |                 |                 |                 |                 |                 |                 |                 |                 |                 |                 |                 |                 |                                              |
| 2021–22         | Zachodnia       | 9               | Pacyficzna      | 4               | 82              | 43              | 31              | –               | 8               | 94              | 266             | 248             | –                                            |
|                 |                 |                 |                 |                 |                 |                 |                 |                 |                 |                 |                 |                 |                                              |
| 2020–21         | –               | –               | Zachodnia       | 2               | 56              | 40              | 14              | –               | 2               | 82              | 191             | 124             | Porażka w półfinale z Montreal Canadiens 2–4 |

| Sezony od 2017–18 do 2019–20 | Sezony od 2017–18 do 2019–20 | Sezony od 2017–18 do 2019–20 | Sezony od 2017–18 do 2019–20 | Sezony od 2017–18 do 2019–20 | Sezony od 2017–18 do 2019–20 | Sezony od 2017–18 do 2019–20 | Sezony od 2017–18 do 2019–20 | Sezony od 2017–18 do 2019–20 | Sezony od 2017–18 do 2019–20 | Sezony od 2017–18 do 2019–20 | Sezony od 2017–18 do 2019–20 | Sezony od 2017–18 do 2019–20 | Sezony od 2017–18 do 2019–20                    |
| Sezon                        | Konferencja                  | Miejsce                      | Dywizja                      | Miejsce                      | Mecze                        | Z                            | P                            | R                            | PK                           | Pkt                          | ZB                           | SB                           | Wyniki play-off                                 |
| ---------------------------- | ---------------------------- | ---------------------------- | ---------------------------- | ---------------------------- | ---------------------------- | ---------------------------- | ---------------------------- | ---------------------------- | ---------------------------- | ---------------------------- | ---------------------------- | ---------------------------- | ----------------------------------------------- |
| 2019–20                      | Zachodnia                    | 3                            | Pacyficzna                   | 1                            | 71                           | 39                           | 24                           | –                            | 8                            | 86                           | 227                          | 211                          | Porażka w finale konferencji z Dallas Stars 1–4 |
|                              |                              |                              |                              |                              |                              |                              |                              |                              |                              |                              |                              |                              |                                                 |
| 2018–19                      | Zachodnia                    | 7                            | Pacyficzna                   | 3                            | 82                           | 43                           | 32                           | –                            | 7                            | 93                           | 249                          | 230                          | Porażka w 1. rundzie z San Jose Sharks 3–4      |
|                              |                              |                              |                              |                              |                              |                              |                              |                              |                              |                              |                              |                              |                                                 |
| 2017–18                      | Zachodnia                    | 3                            | Pacyficzna                   | 1                            | 82                           | 51                           | 24                           | –                            | 7                            | 109                          | 272                          | 228                          | Porażka w finale z Washington Capitals 1–4      |

Legenda:

Z = Zwycięstwa, P = Porażki, R = Remisy (do sezonu 2004–05), PK = Porażki po dogrywce lub karnych, Pkt = Punkty, ZB = Bramki zdobyte, SB = Bramki stracone
| Puchar Stanleya | Finał | Mistrz Konferencji | Mistrz Dywizji | Awans do play-off | Trofeum Prezydentów |

## Rekordy zespołu

### Najlepsi zawodnicy sezonu zasadniczego
Legenda:

Poz. = Pozycja; M = Mecze; G = Gole; A = Asysty; Pkt = Punkty; P/M = Średnia punktów na mecz
- – zawodnik obecnie gra w drużynie

Stan na sezon zasadniczy 2024–25
| Zawodnik              | Poz.      | M   | G   | A   | Pkt | P/M  |
| --------------------- | --------- | --- | --- | --- | --- | ---- |
| Jonathan Marchessault | Napastnik | 514 | 192 | 225 | 417 | .81  |
| William Karlsson      | Napastnik | 555 | 161 | 235 | 396 | .71  |
| Shea Theodore         | Obrońca   | 511 | 73  | 273 | 346 | .68  |
| Mark Stone            | Napastnik | 340 | 108 | 215 | 323 | .95  |
| Reilly Smith          | Napastnik | 420 | 127 | 170 | 297 | .71  |
| Jack Eichel           | Napastnik | 241 | 100 | 153 | 253 | 1.05 |
| Chandler Stephenson   | Napastnik | 327 | 75  | 162 | 237 | .72  |
| Max Pacioretty        | Napastnik | 224 | 97  | 97  | 194 | .87  |
| Alex Pietrangelo      | Obrońca   | 329 | 39  | 148 | 187 | .57  |
| Nicolas Roy           | Napastnik | 362 | 68  | 98  | 166 | .46  |

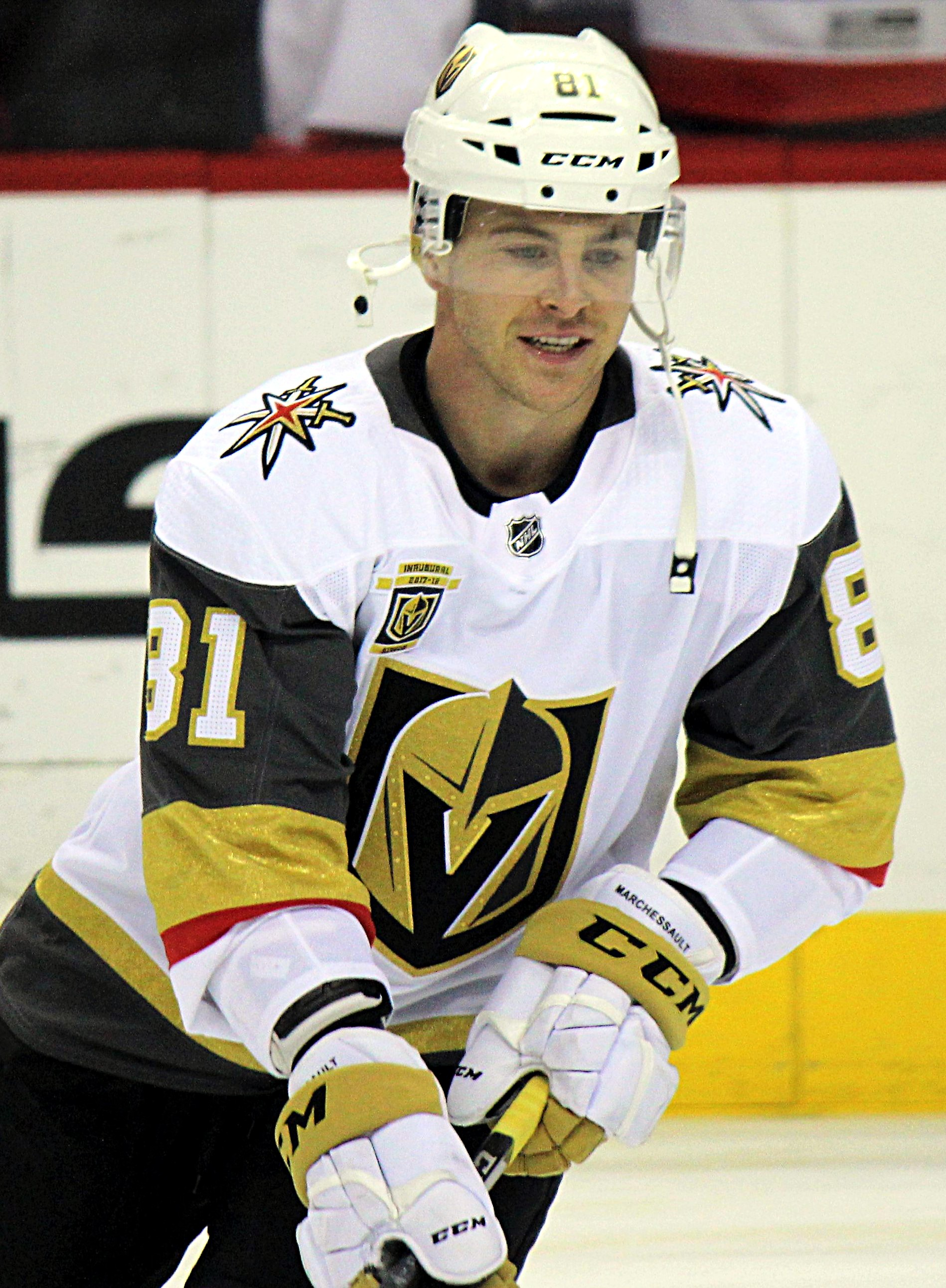
J. Marchessault
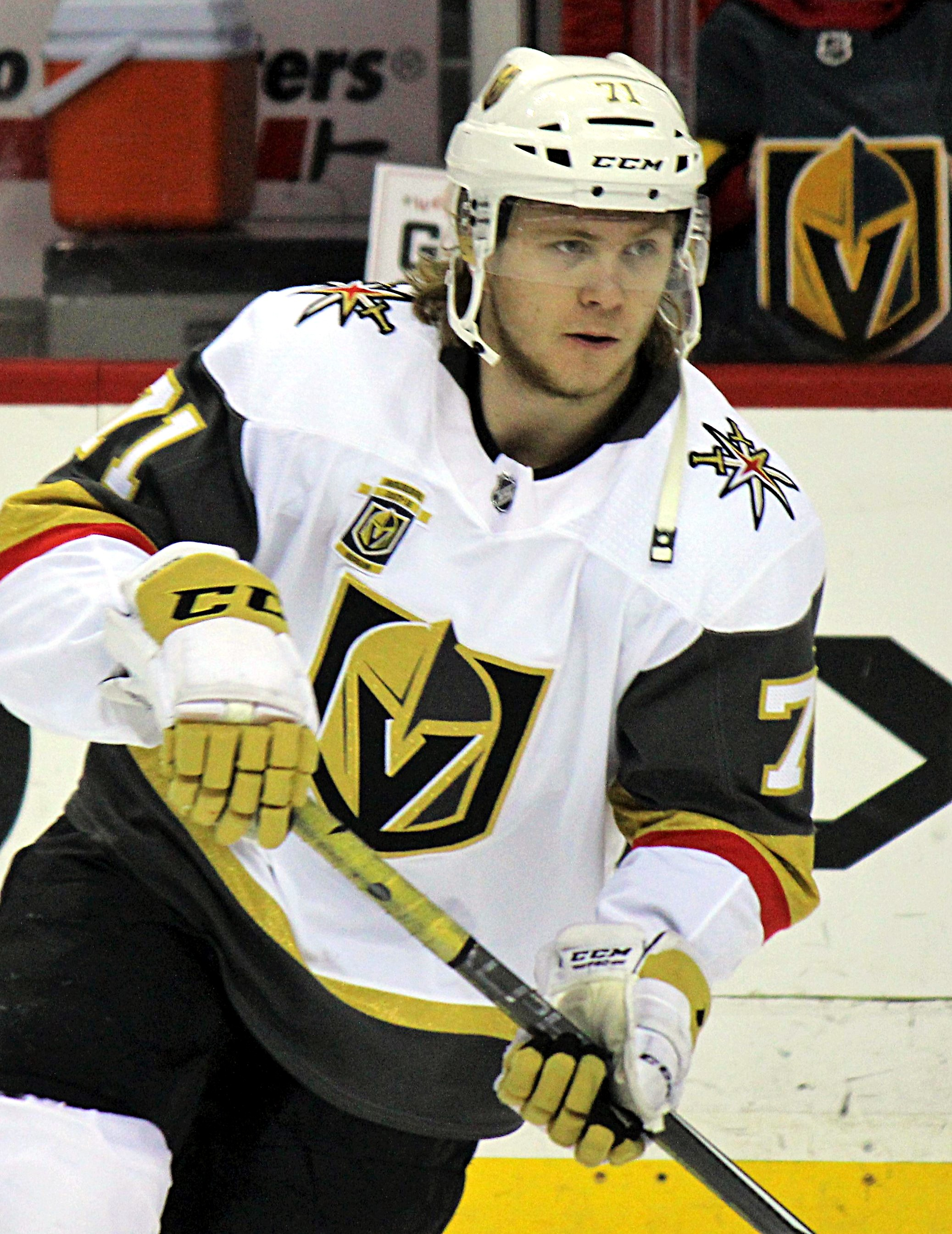
W. Karlsson
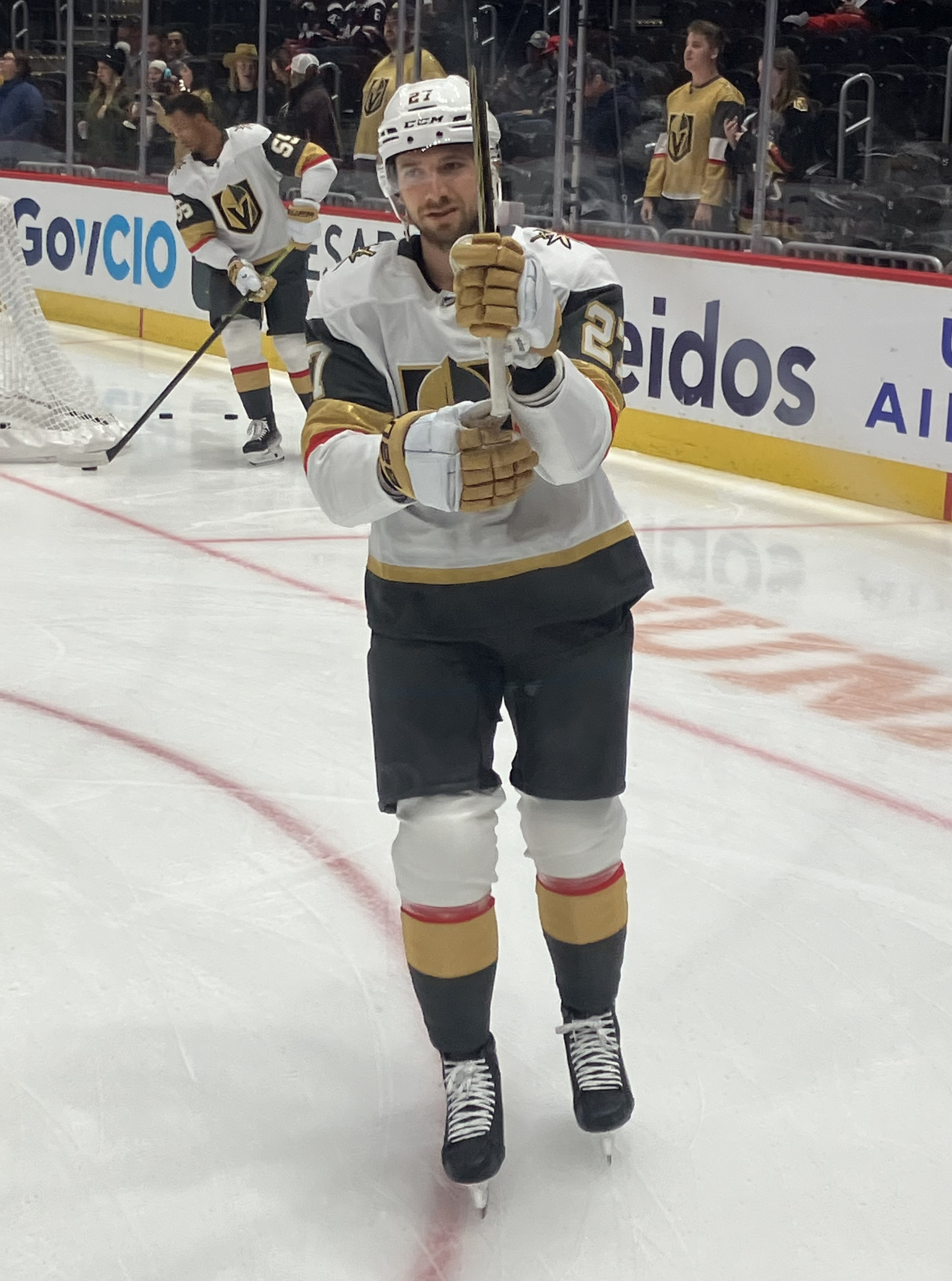
S. Theodore
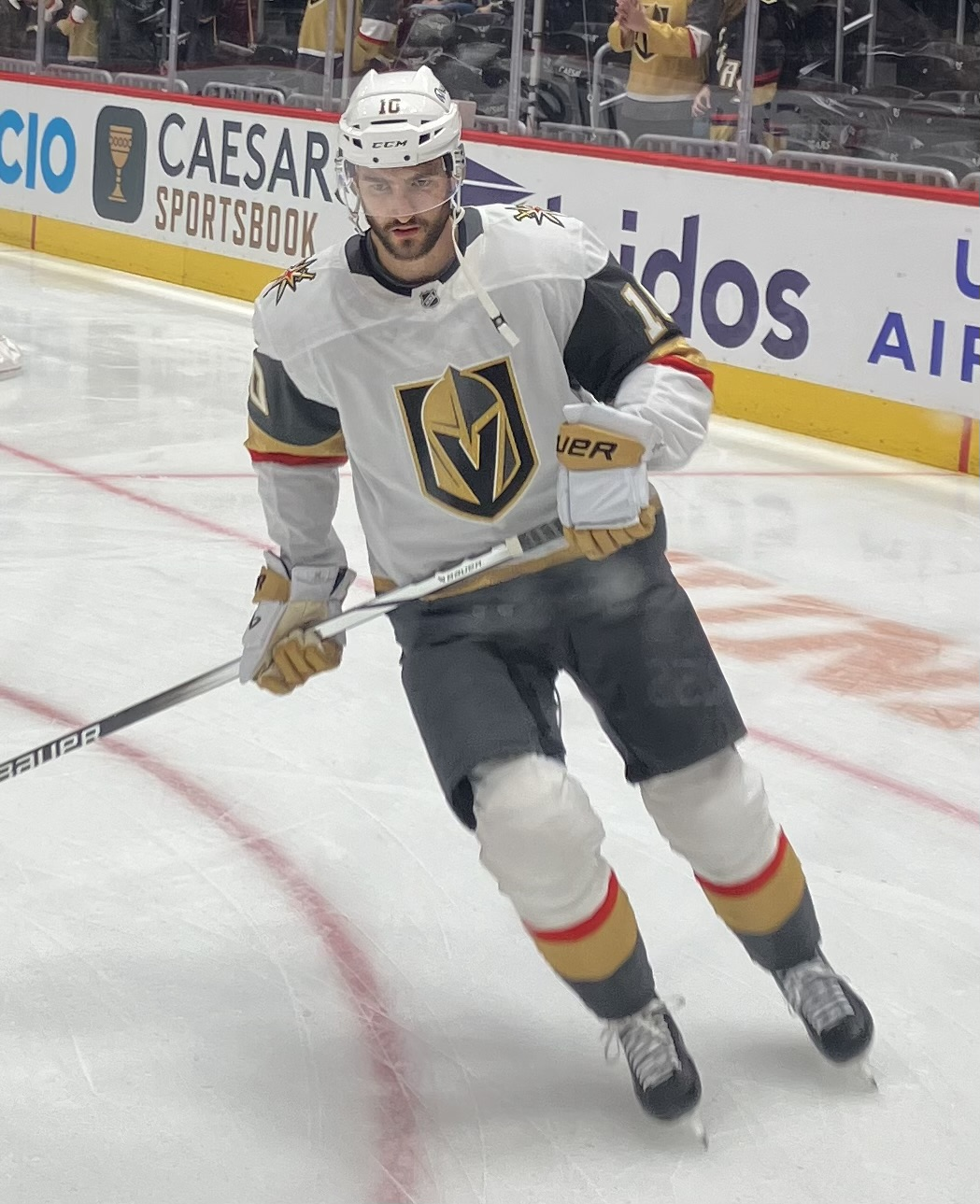
N. Roy

### Statystyki pojedynczych sezonów
- Najwięcej bramek: William Karlsson, 43 (2017–18)
- Najwięcej asyst: Jack Eichel, 66 (2024–25)
- Najwięcej punktów: Jack Eichel, 94 (2024–25)
- Najwięcej karnych minut: Ryan Reaves, 74 (2018–19)
- Najwięcej punktów obrońcy: Shea Theodore, 57 (2024–25)
- Najwięcej punktów debiutanta: Alex Tuch, 37 (2017–18)
- Najwięcej zwycięstw bramkarza: Marc-Andre Fleury, 35 (2018–19)
- Najwięcej czystych kont bramkarza: Marc-Andre Fleury, 8 (2018–19)

## Zawodnicy

### Kapitanowie drużyny
- Mark Stone, od 2021

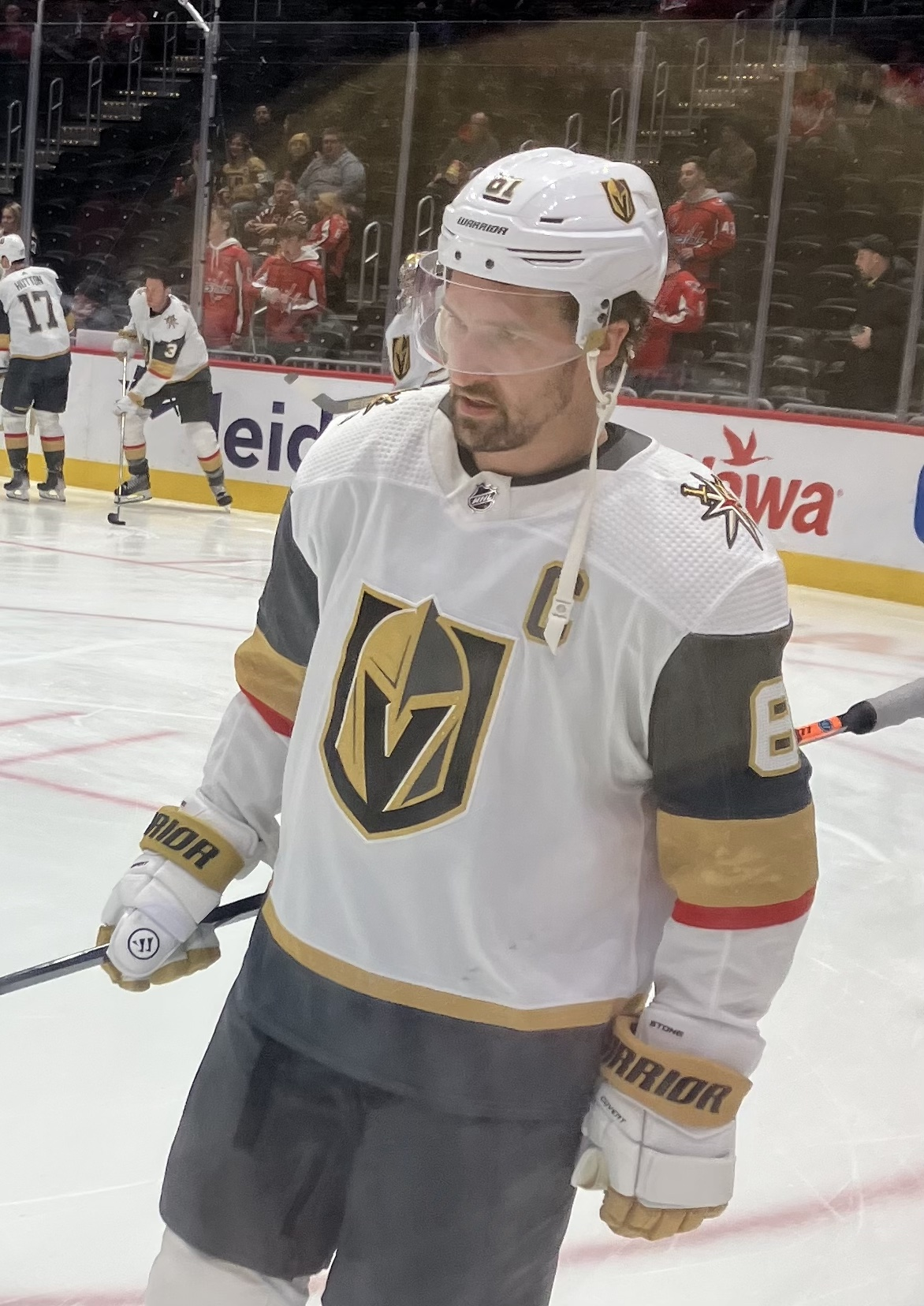
M. Stone

### Numery zastrzeżone
| Numer | Zawodnik                                           | Pozycja                                            | Kariera                                            | Data zastrzeżenia                    |
| ----- | -------------------------------------------------- | -------------------------------------------------- | -------------------------------------------------- | ------------------------------------ |
| 58    | Upamiętnienie liczby ofiar strzelaniny w Las Vegas | Upamiętnienie liczby ofiar strzelaniny w Las Vegas | Upamiętnienie liczby ofiar strzelaniny w Las Vegas | 31 marca 2018                        |
|       |                                                    |                                                    |                                                    |                                      |
| 99    | Wayne Gretzky                                      | Numer zastrzeżony dla całej ligi NHL               | Numer zastrzeżony dla całej ligi NHL               | Numer zastrzeżony dla całej ligi NHL |